# Retrobament
Retrobament (originalment en anglès, The Big Chill) és una pel·lícula estatunidenca dirigida per Lawrence Kasdan estrenada el 1983.

## Argument
Pel funeral d'Alex - suïcida sense cap raó aparent - a la casa del vell soci Harold i la seva dona, Sara, es convida un grup d'excompanys de la universitat. Després de compartir els somnis i aspiracions als anys 1960, es perden de vista durant uns 15 anys i es retroben al principi dels anys 1980, havent canviat les seves aspiracions i expectatives. La reunió és una oportunitat per recordar els somnis de la joventut i comparar-ho amb el present, restablir relacions i crear-ne de noves:

## Repartiment
- Tom Berenger: Sam Weber
- Glenn Close: Sarah Cooper
- Jeff Goldblum: Michael Goldman
- Kevin Costner: Alex
- William Hurt: Nick Williams
- Kevin Kline: Harold Cooper
- Mary Kay Place: Meg Jameson
- Meg Tilly: Chloe
- JoBeth Williams: Karen
- Don Galloway: Richard

## Premis i nominacions

### Nominacions
- 1984. Oscar a la millor pel·lícula
- 1984. Oscar a la millor actriu secundària per Glenn Close
- 1984. Oscar al millor guió original per Lawrence Kasdan i Barbara Benedek
- 1984. Globus d'Or a la millor pel·lícula musical o còmica
- 1984. Globus d'Or al millor guió per Lawrence Kasdan i Barbara Benedek
- 1985. BAFTA al millor guió per Lawrence Kasdan i Barbara Benedek

## Llista de cançons
A més de la música de John Williams, del tema de David Kurtz "Theme From J T Lancer" i del Strangers in the Night de Bert Kaempfert, Charles Singleton i Eddie Snyder, a la pel·lícula hi sonen peces molt conegudes dels '60. Segons els crèdits, aquestes 18 cançons són:

| Cançó                                   | Intèrpret                        | Autor(s)                                                              | Per cortesia de                 |
| --------------------------------------- | -------------------------------- | --------------------------------------------------------------------- | ------------------------------- |
| You Can'T Always Get What You Want      | The Rolling Stones               | Mick Jagger i Keith Richard                                           | ABKCO Records, Inc.             |
| (You Make Me Feel Like) A Natural Woman | Aretha Franklin                  | Gerry Goffin, Carole King i Jerry Wexler                              | Atlantic Recording Corporation  |
| Good Lovin'                             | The Young Rascals                | Rudy Clark i Arthur Resnick                                           | Atlantic Recording Corporation  |
| In The Midnight Hour                    | The Young Rascals                | Wilson Pickett i Steve Cropper                                        | Atlantic Recording Corporation  |
| When A Man Loves A Woman                | Percy Sledge                     | Calvin Lewis i Andrew Wright                                          | Atlantic Recording Corporation  |
| Wouldn'T It Be Nice                     | The Beach Boys                   | Tony Asher i Brian Wilson                                             | Capitol Records                 |
| Quicksilver Girl                        | Steve Miller Band                | Steve Miller Band                                                     | Capitol Records                 |
| The Weight                              | The Band                         | Jaime Robbie Robertson (Robbie Robertson)                             | Capitol Records                 |
| Bad Moon Rising                         | Creedence Clearwater Revival     | John Fogerty                                                          | Fantasy Records                 |
| Gimme Some Lovin'                       | Spencer Davis Group              | Stevie Winwood, Muff Winwood i Spencer Davis                          | Liberty Records                 |
| Tell Him                                | The Exciters                     | Bert Russell                                                          | Liberty Records                 |
| Joy To The World                        | Three Dog Night                  | Hoyt Axton                                                            | MCA Records, Inc.               |
| Ain'T Too Proud To Beg                  | The Temptations                  | Eddie Holland i Norman Whitfield                                      | Motown Records and Jobete Music |
| My Girl                                 | The Temptations                  | William Robinson Jr. (Smokey Robinson) i Ronald White                 | Motown Records and Jobete Music |
| I Second That Emotion                   | Smokey Robinson and the Miracles | Alfred Cleveland i William Robinson Jr. (Smokey Robinson)             | Motown Records and Jobete Music |
| The Tracks Of My Tears                  | Smokey Robinson and the Miracles | Warren Moore, William Robinson Jr. (Smokey Robinson) i Marvin Tarplin | Motown Records and Jobete Music |
| I Heard It Through The Grapevine        | Marvin Gaye                      | Norman Whitfield i Barrett Strong                                     | Motown Records and Jobete Music |
| A Whiter Shade Of Pale                  | Procol Harum                     | Keith Reid i Gary Brooker                                             | Muscadet Records                |

## Al voltant de la pel·lícula
En haver tallat durant el muntatge les escenes de Kevin Costner, exceptuada la d'inici de la pel·lícula on Costner "fa" el paper del cos vestit per les seves exèquies, Lawrence Kasdan li oferirà un paper a Silverado que llançarà la seva carrera.